# 李之椿
李之椿（1600年—1651年），字大生，號徂徠，直隶扬州府如皋县人。明末官員。

## 生平
明天啟元年（1621年）應天鄉試舉人，天啟二年（1622年）聯捷進士，與王思任、倪元璐、黃道周、王鐸合為“天崇五才子”。授行人，崇祯四年（1631年）升吏部稽勲司主事，历验封司、考功司、文选司，因直言見忌，崇祯六年被贬官。歸里築指樹園閒居。明亡後長期從事抗清活動，順治四年與如皋人赵云、李七等举兵反清。兵败被逮捕入獄。
顺治六年（1649年），大赦出獄，暗中与海上鲁王通信。其子李旦被任命为御史。後因家童謝庭蘭告密被捕。李之椿绝食七日死，李旦被斩于西市，同死者有48人。李之椿妻许氏被关于嘉兴玄妙观，亦绝食亡。

## 著作
著有《徂徕集》、《指树园集》、《霞起楼诗集》等。

## 家族
父李伯龍（1562年-1640年），字漢翔。子四人：长子文学李之本、次子吏部主事李之椿。